# Телегон
Телегон (грч. Τηλέγονος) је у грчкој митологији био Одисејев син.

## Митологија
Био је син Одисеја и Кирке. Одрастао је на острву Еји, крај своје мајке, дуго времена не знајући ко му је отац. Када је сазнао, запловио је морем у жељи да га нађе. Бура га је довела баш до Итаке, којом је владао Одисеј. Телегон није знао да му је то отац и почео је да пљачка острво. Одисеј је кренуо да га заустави, али га је дошљак убио копљем са врхом од кости рибе раже. Међутим, Телегон је сазнао кога је убио и заплакао се над лешом свога оца. Потом га је, заједно са Пенелопом, Одисејевом удовицом и Телемахом, однео на своје острво. Тамо се оженио Пенелопом, а Кирка их је пренела на Острво блажених. Са Пенелопом је имао сина Итала. У Италији се веровало да је он био оснивач градова Тускул и Пренеста. Према неким ауторима, његова мајка је била Калипсо. Према неким изворима, његово име је било Теледам.

## Друге личности
- Према Аполодору, био је син Протеја, кога је, заједно са његовим братом Полигоном убио Херакле када су га изазвали на рвање.[2]
- Краљ Египта, Епафов син и Либијин брат, који је оженио Ију након њеног лутања. Њега је такође поменуо Аполодор.[2]
- Син краља Латина и Роме.[3]